# On Board Information Services

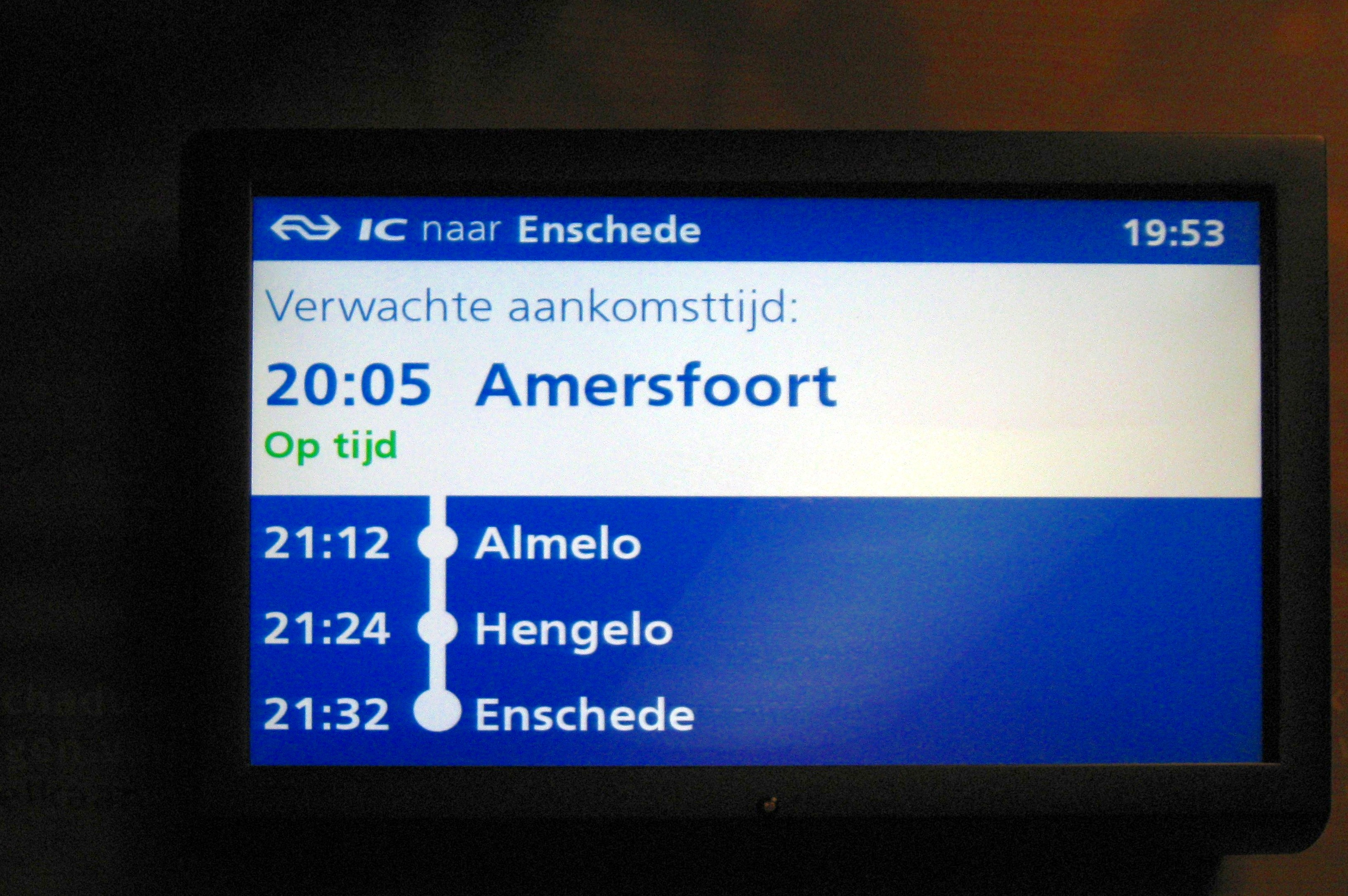
OBIS-beeldscherm in een ICMm

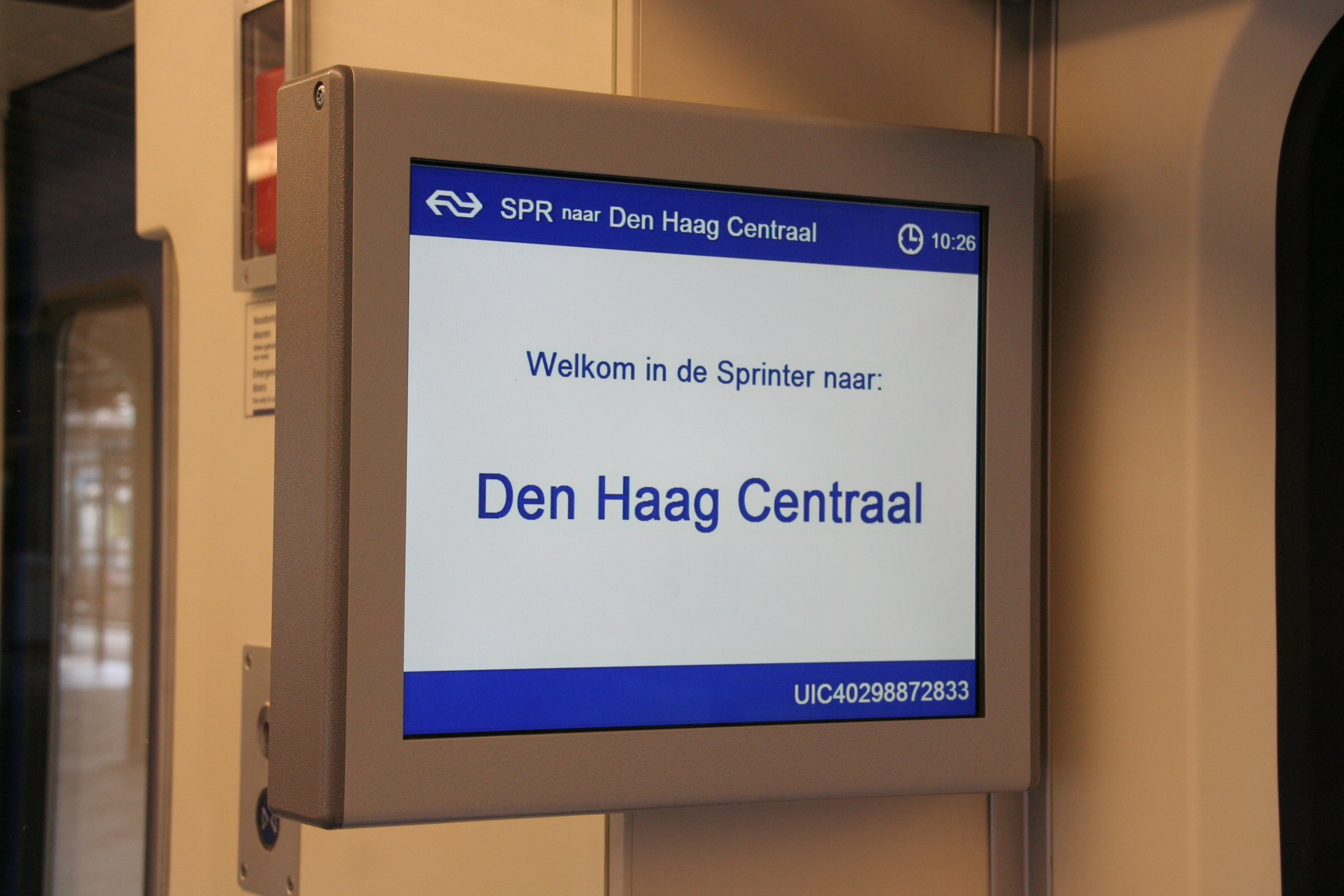
De SLT is uitgerust met het RIS, in plaats van OBIS

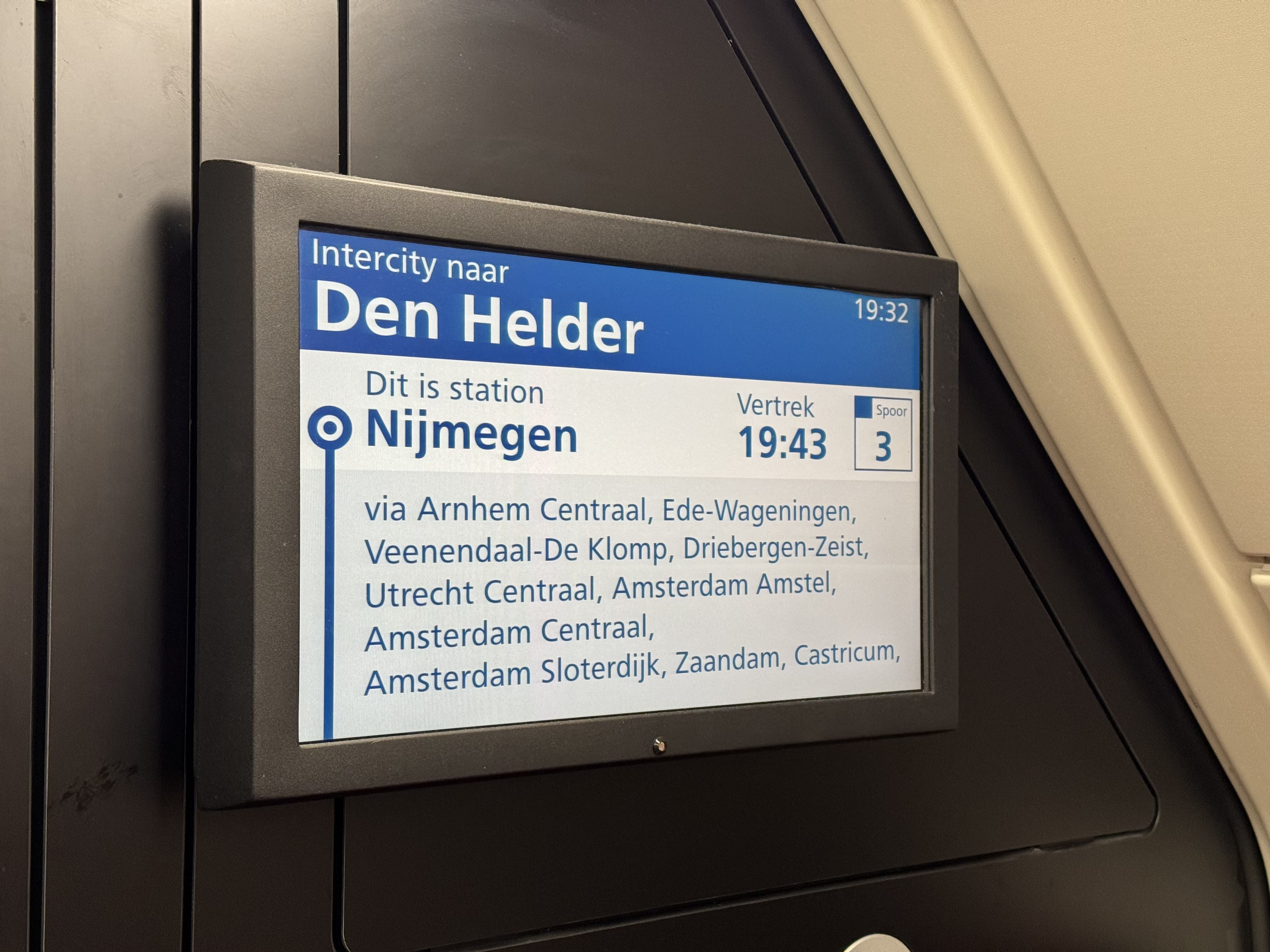
Beeldscherm met de nieuwe versie van het OBIS in een VIRM

On Board Information Services (OBIS) is een IT-platform van de Nederlandse Spoorwegen dat sinds 2010 wordt ingebouwd in Nederlandse treinen van de NS. OBIS biedt reizigers internettoegang middels Wi-Fi en wordt gebruikt voor het geven van actuele reisinformatie in de trein. Daarnaast is het een technisch communicatieplatform voor onder andere diagnosemeldingen. OBIS wordt in treinen van de NS gebruikt die gebouwd of gemoderniseerd zijn na 2010. De Sprinter Lighttrain kent een afwijkend systeem. 

## Functies
OBIS bestaat uit een aantal systemen:
- Beeldschermen in de rijtuigen, waarop actuele reisinformatie (vertrektijden, overstapmogelijkheden, verstoringen, werkzaamheden) wordt getoond;
- Draadloos wifi-internet.
- Directe reisinformatie via wifi.
- Automatische omroep, met een mogelijkheid voor de conducteur om handmatig in te grijpen.
- In samenwerking met het COGNOS-systeem de reizigersbezetting per treindeel tellen. Hiervoor liep er een proef in 11 ICM-treinstellen tussen Zwolle en Roosendaal.
- Medio 2012 is NedTrain in samenwerking met NS gestart met het vervangen van het boord-wal diagnose systeem op de VIRM door het OBIS platform hiervoor te gebruiken. Ook op de DDZ (NID) vloot wordt deze toepassing geïmplementeerd.
- Tracking & Tracing, het OBIS systeem zorgt voor NTT (NS Tracking & Tracing) positie informatie. Dit systeem vervangt de verouderde NTT systemen die voorheen de positie van de trein doorgaven.

Naast OBIS is een kleiner systeem genaamd RTTIS ontwikkeld, dat enkel de automatische omroep mogelijk maakt.
Het Britse bedrijf Nomad Digital Ltd. uit Newcastle zorgt voor de levering en installatie van alle OBIS-hardware.

## Doel
Doel van OBIS is om een platform te bieden voor treinspecifieke informatietoepassingen. De eerste twee OBIS-diensten zijn reisinformatie en wifi-internettoegang. Het leveren van actuele reisinformatie heeft een positieve invloed op de reizigerswaardering. Door het aanbieden van internet wordt de mogelijkheid om te werken of recreëren uitgebreid, terwijl de subjectieve reistijd afneemt door meer afleiding. De infrastructuur van OBIS kan worden gebruikt op systemen als RouteLint of de boordcomputers van de trein.

## Uitrol
In maart 2010 is het eerste vierdelige treinstel van het type Koploper voorzien van OBIS. Het betreft treinstel 4203. In de loop van 2010 tot medio 2011 zijn ook de andere gemoderniseerde Koplopers voorzien van OBIS. In december 2011 is begonnen met de inbouw van OBIS in de VIRM-1-serie, enkele maanden later gevolgd door de series VIRM-2 en VIRM-3. Tijdens de modernisering van DD-AR naar DDZ is er ook OBIS ingebouwd. Medio februari 2013 is er begonnen met de inbouw van OBIS in de VIRM-4-serie, deze is in augustus 2013 afgerond. Tijdens de bouw van de NS FLIRT is er ook OBIS ingebouwd, opmerkelijk hierbij is dat de schermen aan de plafond hangen waarbij er twee schermen naast elkaar hangen. Ook de Sprinter Nieuwe Generatie is voorzien van OBIS. Deze bevat ook extra mogelijkheden, zoals een routekaart op het scherm en een overzicht met de binnen- en buitentemperatuur. Inmiddels zijn deze mogelijkheden ook uitgerold naar de VIRM en de FLIRT.
In eerste instantie was besloten om in de getrokken ICR-rijtuigen geen OBIS in te bouwen. Tijdens de revisie zijn er voorbereidingen getroffen om OBIS in te kunnen bouwen, maar dit is uiteindelijk niet gebeurd. De SLT gebruikt het afwijkende systeem RIS, en dus geen OBIS.
| Materieeltype                 | Aantal rijtuigen/stellen | Inbouw OBIS       | Start inbouw  | Einde inbouw  | Aandeel zitplaatsen op totaal treinen |
| ----------------------------- | ------------------------ | ----------------- | ------------- | ------------- | ------------------------------------- |
| ICMm-IV                       | 200                      | samen met revisie | maart 2010    | juli 2011     | 12%                                   |
| ICMm-III                      | 261                      | na revisie        | april 2010    | maart 2011    | 16%                                   |
| DDZ                           | 240                      | samen met revisie | april 2011    | 2013          | 16%                                   |
| VIRM                          | 872                      | vóór revisie      | december 2011 | augustus 2013 | 55%                                   |
| NS FLIRT                      | 58                       | Tijdens bouw      |               |               |                                       |
| NS R-net FLIRT                | 6                        | Tijdens bouw      |               |               |                                       |
| Sprinter Nieuwe Generatie     | 118                      | Tijdens bouw      |               |               |                                       |
| Intercity Nieuwe Generatie    | 99                       | Tijdens bouw      |               |               |                                       |
| Dubbeldekker Nieuwe Generatie | 60                       | Tijdens bouw      |               |               |                                       |